# 羽入
羽入（はにゅう）は、『ひぐらしのなく頃に』に登場する架空の人物である（声：堀江由衣、演：かおりかりん（舞台「雛見沢停留所」））。皆殺し編から登場した主要人物であり祭囃し編の主人公の一人でもある。

## 人物
その正体は村で崇拝されている「オヤシロさま」。本来は姿と声は、オヤシロ様の生まれ変わりと称される梨花にのみ知覚できる存在（古手家では、八代続いて第一子が女子であったならばその八代目がオヤシロ様の生まれ変わりだという言い伝えがある）。梨花の相談役として100年間、共に惨劇に挑戦してきた。沙都子が寝静まった後に梨花と相談をし、今後の方針を決めている。梨花にからかわれることが多いが、誰よりも彼女を心配している。
鬼隠しや他の話で登場しているように見えるが、それは雛見沢症候群の初期症状である。が、雛見沢症候群の症状が強まると羽入の気配や音を知覚しやすくなるようなので、必ずしも雛見沢症候群の幻覚や幻聴ともいえない。例として綿流し編で詩音や富竹が祭具殿で聞いていた音は三四の間違ったオヤシロ様説に対する羽入の抗議である。
皆殺し編では、彼女がずっと傍観して何もしなかったから敵に勝てなかったと指摘され、物語に積極的に関わろうと考えを改める。そして、祭囃し編では傍観を止め、彼女自身も表舞台に上がり惨劇に挑戦するために転校生・古手羽入として現世に登場する。その際、普段着ている巫女服とは違い制服の姿で現われ、梨花以外にも知覚でき触れることも可能となる。
古手羽入は古手梨花の遠縁の親戚という設定であり、部活メンバーの一人としても活躍する。頭に角が2本（本人から見て左側には傷がある）生えており、それがコンプレックスである。好きなものは甘い物（特にシュークリーム、初登場は綿流し）で、嫌いなものはキムチなどの辛いものと酒（梨花と味覚などの感覚を共有しているため、梨花が辛いものを食べることを嫌がる。梨花自身がおしおきや、嫌がらせとして楽しむために食べることもある）。体格は梨花と同じ位のため、レナに狙われている。

### 「ひぐらしのなく頃に絆」における非公式設定
ひぐらしのなく頃に絆の言祝し編によると、本名はハィ＝リューン・イェアソムール・ジェダであり、パラレルワールドからこの世界にやってきた「リューンの民」と自称する異世界人の一人である。世界移動の際のトラブルによって「リューンの民」の多くが肉体を失って精神体でこの世界に流れ着いた中で、元の肉体を維持したままこの世界にやってきた「純血[ピュトゥス]」と呼ばれる一人であり、暴走して人を襲う「混血[グリフィス]（リューンの民の精神体が人間に憑依したもの）」を討伐することを役割として各地を放浪していた。頭の角は「リューンの民」の特徴であり、「リューンの民」はこの世界の人間とは違い、老化しない代わりに徐々に肉体や精神の構造が単純化、つまり退行して「死」に至るという（現在の羽入が少女の姿であるのはそのため）。
あるとき、鬼ヶ淵村で古手陸と出会い（過去に鬼ヶ淵村で「混血」を討伐した際に救った赤子が陸であり、正確には再会なのだが最初はお互いに初対面だと思っていた。羽入という名は、出会った際に本名は呼びにくいということで陸が名づけたもの）、ひょんなことから古手家に居候することになった羽入は、陸と暮らすうちに彼に惹かれ結婚。娘の桜花を儲け幸せな家庭を築くものの、ある事件により陸は死亡、羽入も普通の人間には知覚できない状態になってしまう。成長した娘の桜花だけは唯一羽入を知覚することができたため、羽入は桜花に自分が母親であることは伏せ、友人として影から見守っていた。
ところがある時、村に蔓延した疫病を治すために桜花が羽入に疫病の薬を作ってもらったことで、薬を戦の道具として使おうとした領主や疫病の薬による金儲けを目当てとした村人の一部が暴走し、桜花は酷い拷問を受ける。それを見た羽入は激怒し我を忘れて次々と村人を殺していくも、鬼である羽入を止められるのは鬼の血を引く自分だけと考えた桜花に止められて自我を取り戻す。そして、惨劇の原因と罪を暴走した村人や領主ではなく自分という「鬼」に背負わせるよう伝え、桜花に自分を討たせた。
なお、本作「絆」においては、羽入が使用する神剣「鬼狩柳桜」は、ハィ=リューン・イェアソムール・ジェダの母親の人格を宿した剣であるとされている。
なお、このシナリオは原作で断片的に明かされた設定を元に、CS版の新規オリジナルシナリオを担当しているシナリオライターの叶希一が考案したものであるため、これが公式の設定というわけではない。作中でも史実とは限らないと明言されており、幾つか伝わっている古文書の中の一つであるとされている。

## 能力
雛見沢村の村人たちが崇拝する神様だけあって、不可視の障壁や透明化、時空を越えるといった超能力を有する。「祭囃し編」では時間を止めた。この能力は、「羞晒し編」で使われている。また、梨花が100年の魔女として何度も同じ時を繰り返してこられたのも、彼女の力によるものである。しかし、「皆殺し編」で、時間をさかのぼらせる力がすっかり落ちてしまったことが明らかとなった。
原作では、祭囃し編で羽入がなんども姿を消したりする様子が描かれているが、アニメでは一切触れていない。

## 性格
内気で気の弱そうな部分が多いが、梨花同様に油断ならない部分も存在する（梨花には自分以上の狸と言われている）。基本的に梨花と同じ喋り方で、一人称は「僕」で口癖には「〜なのです」「あぅあぅ」などがある。目明し編では、梨花が詩音に注射をされよろけている時「はっ、はにゅー、はにゅー」と言っていたこともある。
梨花の喋り方は、羽入の普段の喋り方を真似たものである。梨花と少しでも共に居るために時間のループを作り出した。ループを脱してその先へ進もうと悩み、そのうちに繰り返す日常に無関心になっていった梨花とは正反対に、100年間のループを楽しんでいた。しかしその反面、ループを超えて未来へ進むことについては、梨花よりも先に簡単に諦めてしまっていた部分もある。これは自分が世界に直接干渉できないこと、永遠に近い生の中で梨花以外に話相手がいないことによる梨花への依存心、時間のループによって終わっても次があるという考えによる堕落心など諸々の事情による。普段は、上のような子供じみたやや頼りない喋り口調で話すが、「オヤシロさま」として話すときは上からものを見るような話し方になる。

### 家族構成
彼女の正体はオヤシロさまであるが、このことは部活メンバーにも秘密にされており、表向き古手家の遠縁の親戚という設定である。古手家同様御三家に名を連ねる魅音も彼女の存在は知らなかったが、家系が複雑であるなどとして自然に納得させている。なお、普段は梨花と共に生活しており、集会所の裏にある倉庫が住居になる。
古手家の先祖で「鬼狩柳桜」を用いて鬼を討ったとされる古手桜花は羽入の娘にあたる。古手家に伝わる古文書によれば、彼女らは一族とともに、雛見沢ではないどこか遠い場所から来たとある。人の世に満ちた罪を贖うために自ら罪を背負って娘の桜花に討たれた。ただし、伝説上のオヤシロさまに関する記述はむしろ桜花に関するものが多い。
祭囃し編、賽殺し編、澪尽し編では彼女の過去の話が語られており、梨花の先祖である古手桜花との交流が語られているが、原作の祭囃し編とCS版の澪尽し編・言祝し編ではそれぞれ異なる設定、立ち位置、背景になっている。

### ゲームスタイル
転校早々自ら部活に入部希望をする。圭一は、新入部員への洗礼として彼女に罰ゲームを受けさせようと企んだが、なぜか圭一が他のメンバーに陥れられる結果となったため、その実力は未知数。だが、彼女の性格から部活のダークホースになる逸材だと注目されている。

## 外見
作画の竜騎士07は羽入の外見制作に当たり、長髪と頭部に角が2つ生えていることを決めていた。羽入登場前はその存在の有無さえ不明だったが、オヤシロさまは物語当初から重要な位置を占めていた。そのため公式HPのお絵かき掲示板にて、オヤシロさまがもし存在したらということで、いつからかファンによって「尾八白様」（おやしろさま）としてオヤシロさま擬人化がされるようになった。竜騎士07はファンとの交流のため、上記の設定に加え、羽入の髪の色をあえて紫にした。巫女服を着ている点でも、尾八白様と設定を同じくする。尾八白様成立の経緯については下記にある「リンク」先も参照。

## 業／卒
鬼騙し編にて、羽入の残り香として登場する。惨劇を乗り越えたはずだったが昭和58年に再び戻されてしまい、梨花ともどもその理由がわからずにいた。「残り香」であるが故にカケラ空間の外に出ることができず、梨花がいる世界に干渉することができなくなっている。
猫騙し編にて、彼女は角の欠損を修復し、梨花の不完全な能力を修復する。その後、繰り返す者を殺すことができる剣「鬼狩柳桜」が祭具殿にあることを梨花に伝え、彼女の前から姿を消す。
神楽し編にて、羽入の残り香は過去を振り返る。その中で、鷹野三四が黒幕であることを知っていながら梨花をループさせていたことが判明する。残り香である彼女は、羽入の記憶を取り込むことで角の欠損を修復する。その後、梨花の前から姿を消した羽入は、エウアのカケラ空間を訪れる。そこで沙都子が梨花を屈服させるために事件を起こしていることを知る。二人の問題を解決することは絶対に不可能だとエウアから宣言された彼女は、奇跡が起こればその問題を解決することが可能だと反抗する。羽入は梨花と沙都子が鬼狩柳桜を捨てる奇跡を紡ぎ出し、カケラ空間に現れた鬼狩柳桜によってエウアを撃退する。

## その他
- 原作の最終話である祭囃し編とコンシュマー版の最終話、澪尽し編では立ち回りが大幅に変わっている。
- DS版で羽入が初登場するのは皆殺し編が収録される3巻以降だが、羽入役の堀江由衣は1巻の時点から各章の冒頭に流れるナレーションを担当していた。
- 実写映画版第1作目は鬼隠し編がベースとなっているが、羽入も意外な形で少しだけ登場している。
- OVA煌・妖戦し編〜努〜ではパラレルワールドで妖精『ハニュ♥』として登場。語尾に「-はにゅ」とつけて話す。